# هاميلتون غرانت
هاميلتون غرانت (بالإنجليزية: Alfred Hamilton Grant)‏ هو سياسي بريطاني (وحمل سابقاً جنسية المملكة المتحدة لبريطانيا العظمى وأيرلندا)، ولد في 12 يونيو 1872 في إدنبرة في المملكة المتحدة، وتوفي في 23 يناير 1937. حزبياً، نشط في الحزب الليبرالي.